# Павел Настула
Па́вел Ма́рцин Насту́ла (пол. Paweł Marcin Nastula; 26 червня 1970, Варшава, Польща) — польський спортсмен: дзюдоїст і боєць змішаного стилю. Золотий медаліст Олімпійських ігор (1996 рік), дворазовий чемпіон світу (1995, 1997 роки) і триразовий чемпіон Європи (1994—1995 роки) з дзюдо у напівважкій ваговій категорії (до 95 кг).
Настула — майстер дзюдо (чорний пояс, 5-й дан). Він є автором книги «Моє дзюдо» (2000 рік), в якій висвітлює особливості власної техніки цього єдиноборства.

## Спортивна кар'єра
Павел Настула розпочав вивчення технік дзюдо у десятирічному віці. Виступає на міжнародному рівні з 1989 року. Протягом 1994—1998 років поставив особистий рекорд, вигравши 312 поєдинків з дзюдо поспіль. Ця серія перемог була перервана на чемпіонаті Європи з дзюдо у Братиславі, коли Настула спробував свої сили у важкій ваговій категорії. Найбільшим спортивним успіхом Настули є титул чемпіона світу з дзюдо у напівважкій ваговій категорії за версією IJF (1995, 1997 роки), а також титул чемпіона Олімпійських ігор з дзюдо у цій же вазі (1996 рік). За видатні спортивні досягнення Павел Настула нагороджений Лицарським Хрестом Ордена Відродження Польщі.
З 2005 року бере участь у змаганнях зі змішаних єдиноборств. Протягом 2005—2006 років Настула виступав у чемпіонаті Pride. Залишив чемпіонат після низки програшів та викриття у використанні допінгу. Після тривалої перерви відновив кар'єру бійця змішаного стилю. Виступає у Польщі.

## Статистика в змішаних бойових мистецтвах
| Результат | Противник               | Спосіб                               | Раунд | Час  | Дата            | Місце           | Подія                               | Примітки              |
| --------- | ----------------------- | ------------------------------------ | ----- | ---- | --------------- | --------------- | ----------------------------------- | --------------------- |
| Поразка   | Карол Бедорф            | Технічний нокаут (виснаження)        | 2     | 2:25 | 28 вересня 2013 | Лодзь, Польща   | «KSW 24»                            |                       |
| Перемога  | Кевін Еспланд           | Підкорення (больовий прийом на руку) | 1     | 2:33 | 16 березня 2013 | Варшава, Польща | «KSW 22»                            |                       |
| Перемога  | Джиммі Ембріз           | Технічний нокаут (травма)            | 1     | 1:50 | 1 жовтня 2011   | Бидгощ, Польща  | «STC: Bydgoszcz vs. Torun»          |                       |
| Перемога  | Анджей Вронський        | Технічний нокаут (удари кулаками)    | 1     | 1:09 | 20 серпня 2011  | Кошалін, Польща | «Wieczór Mistrzów»                  |                       |
| Перемога  | Юсуке Масуда            | Технічний нокаут (удари кулаками)    | 1     | 0:26 | 3 вересня 2010  | Лодзь, Польща   | «Fighters Arena Łódź»               |                       |
| Поразка   | Тон Ян                  | Технічний нокаут (виснаження)        | 2     | 2:15 | 24 серпня 2008  | Сайтама, Японія | «Sengoku 4»                         |                       |
| Поразка   | Джош Барнетт            | Підкорення (больовий прийом на ногу) | 2     | 3:04 | 21 жовтня 2006  | Лас-Вегас, США  | «Pride 32»                          | Провалив допінг-тест. |
| Перемога  | Едсун Віейра            | Підкорення (больовий прийом на руку) | 1     | 4:33 | 1 липня 2006    | Сайтама, Японія | «Pride Critical Countdown Absolute» |                       |
| Поразка   | Олександр Ємельяненко   | Підкорення (удушення руками)         | 1     | 8:45 | 31 грудня 2005  | Сайтама, Японія | «Pride Shockwave 2005»              |                       |
| Поразка   | Антоніу Родріґу Ноґейра | Технічний нокаут (удари кулаками)    | 1     | 8:38 | 26 червня 2005  | Сайтама, Японія | «Pride Critical Countdown 2005»     |                       |